# Associação Académica de Coimbra
A Associação Académica de Coimbra (sigla: AAC) ComC • ComSE • MHIH • MHL, fundada a 3 de Novembro de 1887, é a mais antiga associação de estudantes de Portugal. Representa os mais de 30 mil da Universidade de Coimbra, que são automaticamente considerados seus sócios quando se encontrem inscritos nesta universidade. Existem também 3 000 associados seccionistas, 90 associados extraordinários e 25 associados honorários. Entre os associados honorários incluem-se figuras de relevo como Manuel Alegre, e ainda Cesário Silva, Presidente da Direção-Geral em 2022, falecido no decorrer do mandato.
A AAC alberga uma série de Secções Culturais e Desportivas bem como os Núcleos de estudantes. Entre as Secções Culturais pontificam a Secção de Fado, que realiza anualmente o Encontro Nacional de Etnografia e Folclore (ENEF) e o Festuna - Encontro Internacional de Tunas, o Centro de Estudos Cinematográficos (CEC) que co-organiza anualmente o Festival "Caminhos do Cinema Português", a Rádio Universidade de Coimbra (RUC), a Secção de jornalismo (que edita o jornal universitário "A Cabra"), a Televisão da Associação Académica de Coimbra. Dos organismos autónomos culturais destaca-se o Orfeon Académico de Coimbra, o Grupo de Folclore e Etnografia (GEFAC) e os grupos de teatro (TEUC e CITAC). As Secções Desportivas abrangem um vasto leque de desportos, tais como o hóquei em patins, futebol, andebol, basquetebol, rugby, canoagem, natação, voleibol, ténis, artes marciais e xadrez, entre outros. A "Académica" é assim o "clube" mais eclético do pais, uma vez que "pratica" o maior número de modalidades. Os Núcleos de estudantes encontram-se repartidos pelas várias Faculdades ou Departamentos da Universidade, e ajudam a DG a atuar em prol de todos os estudantes que representam, uma vez que estes exercem um contacto mais direto com as várias realidades.
Também referido como "Académica", o clube de futebol profissional mais conhecido de Coimbra, de seu verdadeiro nome Associação Académica de Coimbra (AAC), é legalmente o herdeiro da secção de futebol da AAC. Em 1977 foi criada a Académica SF (que se mantém na prática amadora), mas é hoje um organismo autónomo dentro da AAC, mas com número de pessoa coletiva próprio.
A AAC é dirigida pela Direção Geral (DG/AAC), composta por estudantes, e eleita anualmente entre novembro e dezembro em eleições abertas a todos os sócios, tanto estudantes como os sócios seccionistas. À DG compete a administração da AAC bem como a representação política dos estudantes. Em termos políticos, é ainda de referir a importância das Assembleias Magnas, assembleias sobretudo de discussão da política da Academia, abertas a todos os sócios, cujas decisões têm de ser obrigatoriamente cumpridas, independentemente da opinião da DG. Este poder decisório da Assembleia Magna torna-a no palco de discussões acesas, sobretudo entre os estudantes politizados. O atual edifício da AAC foi inaugurado em 1961 e alberga praticamente todas as secções da AAC, estando integrado num quarteirão que inclui ainda uma sala de espetáculos (Teatro Académico de Gil Vicente) e um complexo de cantinas.

Atualmente, a DG/AAC é presidida por Renato Daniel, que se encontra no seu primeiro mandato enquanto Presidente, após ter sido Vice-Presidente no mandato anterior.

## Presidentes da DG/AAC
| Mandato     | Nome | Curso                                                           | Ref.        |
| 1887-1890   | António Luís Gomes | Direito                                                         |             |
| 1896-1897   | António Joaquim de Sá Oliveira | Direito                                                         |             |
| 1899-1990   | António dos Santos Cidraes | Medicina                                                        |             |
| 1900-1901   | João Duarte de Oliveira | Medicina                                                        |             |
| 1901-1902   | João Santos Monteiro | Direito                                                         |             |
| 1902-1904   | Eugénio da Cunha Pimentel | Direito                                                         |             |
| 1904-1905   | Avelino César Augusto Maria Calisto (Comissão Administrativa nomeada pela AM)                                                         | Direito                                                         |             |
| 1905        | António Santos Silva | Medicina                                                        |             |
| 1905-1908   | Tenente José Maria Rosa Júnior | Direito                                                         |             |
| 1910-1911   | Luciano Eustáquio Soares | Direito                                                         |             |
| 1911-1912   | Álvaro Bettencourt de Athayde | Direito                                                         |             |
| 1912-1914   | Francisco António Maldonado | Direito                                                         |             |
| 1914        | Fausto Lopo de Carvalho | Medicina                                                        |             |
| 1914-1915   | Arnaldo Veiga Cabral | Direito                                                         |             |
| 1915-1916   | Alexandre Ferreira Braga | Direito                                                         |             |
| 1917-1918   | António Augusto Malheiro | Medicina                                                        |             |
| 1918-1919   | Guilherme Luíselo Alves Moreira | Direito                                                         |             |
| 1919-1920   | Augusto da Fonseca Júnior | Medicina                                                        |             |
| 1920-1921   | António Pádua | Medicina                                                        |             |
| 1921-1922   | Alfredo Fernandes Martins | Direito                                                         |             |
| 1922-1923   | Lúcio de Almeida | Medicina                                                        |             |
| 1923-1925   | Manuel Gomes de Almeida | Medicina                                                        |             |
| 1925-1927   | António de Matos Beja | Medicina                                                        |             |
| 1927-1928   | Manuel de Almeida Neves (Comissão Administrativa eleita)                                                                              | Letras                                                          |             |
| 1928-1929   | Jaime do Rego Afreixo | Direito                                                         |             |
| 1929-1930   | António José de Sousa Pereira | Direito                                                         |             |
| 1930-1931   | João Gaspar Simões | Direito                                                         |             |
| 1931-1932   | João de Brito Câmara | Direito                                                         |             |
| 1932-1934   | António de Arruda Ferrer Correia | Direito                                                         |             |
| 1934-1935   | António de Sousa | Direito                                                         |             |
| 1935-1936   | Ernesto Domingues de Andrade | Direito                                                         |             |
| 1936-1937   | João Pedro Miller Guerra (Comissão Administrativa nomeada pelo Governo, situação que se manteve até à nomeação de Salgado Zenha,1945) | Medicina                                                        |             |
| 1937-1939   | José Guilherme de Melo e Castro | Letras                                                          |             |
| 1939-1940   | Luís Nunes da Ponte (Eleito por AM e homologado pelo Ministério da Educação)                                                          | Direito                                                         |             |
| 1940-1941   | Manuel Deniz Jacinto | Ciências Matemáticas Engenharia Geográfica Ciências Pedagógicas |             |
| 1941        | Ramiro Machado Valadão | Letras                                                          |             |
| 1942-1943   | João de Matos Antunes Varela | Direito                                                         |             |
| 1943-1944   | Manuel Tarujo de Almeida | Direito                                                         |             |
| 1944        | Arménio António Cardo | Direito                                                         |             |
| 1945        | Francisco Salgado Zenha (Eleito por AM e homologado pelo Ministério da Educação)                                                      | Direito                                                         |             |
| 1946        | Nicolau José Ferreira Gonçalves | Medicina                                                        |             |
| 1946-1947   | Manuel Joaquim Rebelo da Silva (Comissão Administrativa nomeada pelo Governo)                                                         | Direito                                                         |             |
| 1947        | Luís Guilherme Mendonça de Albuquerque                                                                                                | Ciências Matemáticas                                            |             |
| 1947-1949   | Augusto Amorim Afonso | Medicina                                                        |             |
| 1949-1950   | Fernando Pereira Rebelo | Direito                                                         |             |
| 1950-1951   | Joaquim António Santos Simões | Ciências                                                        |             |
| 1951-1952   | Carlos Augusto Paes d'Assumpção | Direito                                                         |             |
| 1952-1953   | Afonso de Sousa Freire Moura Guedes (1º mandato)                                                                                      | Direito                                                         |             |
| 1953-1954   | Fernando Luís Mendes da Silva |                                                                 |             |
| 1954-1955   | Afonso de Sousa Freire Moura Guedes (2º mandato)                                                                                      | Direito                                                         |             |
| 1955-1956   | António Manuel Ferreira de Mascarenhas Gaivão                                                                                         | Ciências Matemáticas                                            |             |
| 1956-1957   | Manuel Pinho Rocha | Medicina                                                        |             |
| 1957-1958   | Ruy Edmundo Vasconcelos Pereira Alvim                                                                                                 | Direito                                                         |             |
| 1958-1959   | Manuel Henriques Mesquita | Direito                                                         |             |
| 1959-1960   | Manuel Cardoso da Costa |                                                                 |             |
| 1960-1961   | Carlos Manuel Natividade da Costa Candal                                                                                              | Direito                                                         |             |
| 1961        | José Pinheiro Lopes de Almeida | Direito                                                         |             |
| 1961-1962   | Jorge Manuel Amado de Aguiar | Direito                                                         |             |
| 1962        | Francisco Leal Paiva | Medicina                                                        |             |
| 1962        | José Pedro Belo Soares (Presidente Mesa AM, não houve DG)                                                                             | Medicina                                                        |             |
| 1963-1964   | João Henriques Fernandes Loja | Medicina                                                        |             |
| 1964        | António Correia de Campos | Direito                                                         |             |
| 1964-1965   | Joaquim Romero de Magalhães | Letras                                                          |             |
| 1965        | Octávio Luís Andrade da Cunha | Medicina                                                        |             |
| 1965-1966   | Alexandre Augusto de Magalhães (comissão administrativa, que se verificou até 1969, com Jorge Manuel Ponce de Leão)                   | Direito                                                         |             |
| 1966-1967   | Luís da Cunha Melo |                                                                 |             |
| 1967-1968   | João Santos Chaves | Direito                                                         |             |
| 1968-1969   | Jorge Manuel Ponce Leão | Direito                                                         |             |
| 1969        | Alberto Martins | Direito                                                         |             |
| 1970        | António José Pires Remédio | Letras                                                          |             |
| 1970-1971   | Carlos Fraião | Direito                                                         |             |
| 1974        | Carlos Amorim |                                                                 |             |
| 1974        | Carlos Delgado |                                                                 |             |
| 1975-1976   | António Gomes Martins | Ciências (Engenharia Eletrotécnica)                             |             |
| 1976        | Clara Grabbé Rocha | Letras                                                          |             |
| 1976-1977   | Henrique Fernandes |                                                                 |             |
| 1977-1978   | José Neves dos Santos | Ciências                                                        |             |
| 1978-1979   | José Gabriel | Letras                                                          |             |
| 1979-1980   | António Maló de Abreu | Medicina                                                        |             |
| 1980-1981   | Luís Teixeira | Medicina                                                        |             |
| 1981-1982   | Luís Pais de Sousa |                                                                 |             |
| 1982-1983   | Guilherme Carreira | Ciências (Engenharia Civil)                                     |             |
| 1983-1984   | Luís Parreirão |                                                                 |             |
| 1984-1985   | Ricardo Roque |                                                                 |             |
| 1985-1986   | Diogo Portugal | Medicina                                                        |             |
| 1986-1987   | Paulo Barreto |                                                                 |             |
| 1987-1988   | Benjamim Lousada | Medicina                                                        |             |
| 1988-1989   | Ana Paula Barros |                                                                 |             |
| 1989-1990   | José Manuel Viegas | Ciências (Engenharia Civil)                                     |             |
| 1990-1991   | Emídio Guerreiro | Psicologia                                                      |             |
| 1991-1992   | Fernando Guerra | Medicina Dentária                                               |             |
| 1992-1993   | António Vigário | Direito                                                         |             |
| 1994        | Tiago Magalhães | Ciências                                                        |             |
| 1995-1996   | Zita Henriques | Ciências                                                        |             |
| 1997-1998   | António Silva | Economia                                                        |             |
| 1999        | Hugo Capote | Medicina                                                        |             |
| 2000        | Humberto Martins | Farmácia                                                        |             |
| 2001        | Humberto Martins | Farmácia                                                        |             |
| 2002-2003   | Vitor Hugo Salgado | Direito                                                         |             |
| 2004        | Miguel Duarte | Economia                                                        |             |
| 2005 - 2006 | Fernando Gonçalves | Direito                                                         |             |
| 2007        | Paulo Fernandes | Farmácia                                                        |             |
| 2008        | André Oliveira | Economia                                                        |             |
| 2009        | Jorge Serrote | Direito                                                         |             |
| 2010        | Miguel Portugal | Gestão                                                          |             |
| 2011        | Eduardo Melo | Bioquímica                                                      |             |
| 2012 - 2013 | Ricardo Morgado | Engenharia Biomédica                                            | [ 6 ]       |
| 2014 - 2015 | Bruno Matias | Direito                                                         | [ 7 ]       |
| 2016        | José Dias | Bioquímica                                                      |             |
| 2017 - 2018 | Alexandre Amado | Direito                                                         |             |
| 2019 - 2020 | Daniel Azenha | FLUC Mestrado em Geografia                                      | [ 8 ] [ 9 ] |
| 2021        | João Assunção | Direito                                                         | [ 10 ]      |
| 2022        | Cesário Silva | FCTUC Mestrado em Engenharia Informática                        |             |
| 2022        | Daniel Aragão (Presidente Interino)                                                                                                   | FEUC Mestrado em Economia                                       |             |
| 2022 - 2023 | João Pedro Caseiro | FPCEUC Mestrado em Administração Educacional                    |             |
| 2023-2024   | Renato Daniel | FEUC Mestrado em Gestão e Economia da Saúde                     |             |
| 2024-2025   | Carlos Magalhães | FCTUC Engenharia Civíl                                          |             |

## Membros atuais da DG/AAC por pelouro[11]

### Presidente
- Carlos Magalhães

### Vice-Presidência
- Bruna Frederico
- Carina Duarte
- José Machado

### Administrador
- Anaís Pintassilgo

### Tesoureiro
- António Lopes

### Secretária
- Maria Miguel Ferreira

### Chefe de Gabinete
- Francisco Flor

### Administração
Assessora da Direção
- Elsa Neves

Coodenador Geral Administração
- Afonso Rosado

Administração
- Tiago Silva
- Tomás Martins

Logística
- Matilde Mesquita
- João Martins

Festas Académicas
- Alexandre Ferro
- Alexandre Amaral

Infraestruturas e espaços
- Carlos Martins
- Duarte Prazeres

Transição Digital
- Francisco Queirós

Financiamento e Mecenato
- George Biancardini

Comunicação e Imagem
- João Castanheira
- Mariana Marques

### Política
Coordenador Geral Política
- Afonso Pereira

Política Autárquica
- Carolina Alexandre
- João Valor

Política Educativa
- Nuno Silva
- Bernardo Malheiro
- Pedro Cordeiro

Política Académica
- Inês Oliveira

Política de Emprego
- Joana Valada

### Desporto
Política Desportiva
- David Calaxa

Desporto Universitário
- João Canoso
- Carolina Leal
- Cristiano Gonçalves

Secções Desportivas
- Bruna Almeida
- Maria Pires

### Cultura
Política Cultural
- Francisca Monteiro

Secções Culturais
- Miguel Patrão
- Maria Branquinho

Cultura Académica
- João Morais

### Pedagogia
Política Pedagógica
- Matilde Guerra

Pedagogia
- Maria Lopes
- Ana Monteiro

Núcleos
- Moisés Reis
- André Seco
- Matilde Rodrigues

Gabinete de Apoio ao Estudante
- Bernardo Aguiar
- Beatriz Bernardo

Académica Start UC
- Matilde Pereira

### Intervenção Civíca e Cidadania
Intervenção Cívica e Ambiental
- Filipa Silva
- Daniela Monteiro
- Tatiana Abrantes

Ação Social
- João Guilherme
- Marta Ferreira

Relações Externas
- Bruno Pita
- Rita Ganhão
- Leonor Abreu
- Rafael Alexandre

Relações Internacionais
- Diogo Moniz
- José leite

Ligação a cidade e Alumni
- Matilde Pinheiro
- Henrique Martins

## Membros atuais da Mesa da Assembleia Magna[12]

### Presidente
- Diogo Rocha

### Vice-Presidente
- Paulo Carvalho

### Secretárias
- Maria Nunes
- Sara Gaspar

Coordenador-Adjunto Logístico
- Afonso Cabral

Coordenador-Adjunto da Comunicação
- Rosa Gomes

### Suplentes
- Diana Pardal
- Lúcia Martiz
- Ana Bago
- Mariana Machado
- Matilde Pires
- João Guedes
- Maria Romão
- Ana Gonçalves
- Carolina Silva

## Secções da AAC

### Culturais[13]
- Televisão da Associação Académica de Coimbra (tvAAC)
- Centro de Estudos Cinematográficos (CEC/AAC)
- Rádio Universidade de Coimbra (RUC)
- Secção de Jornalismo (SJ/AAC)

### Desportivos[14]
- Associação Académica de Coimbra – Secção de Futebol
- Basquetebol da Associação Académica de Coimbra
- Voleibol da Associação Académica de Coimbra
- Rugby da Associação Académica de Coimbra

## Organismos autónomos
- Associação Académica de Coimbra – Organismo Autónomo de Futebol

- Círculo de Artes Plásticas de Coimbra (CAPC)
- Coro da Capela da Universidade de Coimbra (CCUC)
- Círculo de Iniciação Teatral da Academia de Coimbra (CITAC)
- Coro Misto da Universidade de Coimbra (CMUC)
- Grupo de Etnografia e Folclore da Academia de Coimbra (GEFAC)
- Orfeon Académico de Coimbra (OAC)
- Tuna Académica da Universidade de Coimbra (TAUC)
- Teatro dos Estudantes da Universidade de Coimbra (TEUC)

## Condecorações
A Associação Académica de Coimbra já recebeu as seguintes condecorações:
- Comendadora da Ordem Militar de Sant'Iago da Espada (14 de Fevereiro de 1938)
- Comendadora da Ordem Militar de Cristo (5 de Fevereiro de 1941)
- Membro-Honorário da Ordem do Infante D. Henrique (25 de Janeiro de 1988)
- Membro-Honorário da Ordem da Liberdade (12 de Abril de 1989)

## Outras distinções
- Medalha de Mérito Cultural (27 de Outubro de 1987)[16]
- Medalha de Ouro da Cidade de Coimbra
- Medalha Honorífica da Universidade de Coimbra (18 de Dezembro de 2008)
- Troféu Olímpico Português
- Instituição de Utilidade Pública